# European Open 2024 - Qualificazioni singolare
Le qualificazioni del singolare del European  Open 2024 sono state un torneo di tennis preliminare per accedere alla fase finale. I vincitori dell'ultimo turno sono entrati di diritto nel tabellone principale. In caso di ritiro di uno o più giocatori aventi diritto a questi sono subentrati gli alternate, coloro che vengono ammessi al tabellone principale a causa dell'assenza di un lucky loser che possa sostituire il giocatore ritirato.

## Teste di serie
1. Yannick Hanfmann (primo turno)
2. Thiago Seyboth Wild (qualificato)
3. Luca Van Assche (qualificato)
4. Pierre-Hugues Herbert (primo turno)

1. Henri Squire (ritirato)
2. Mark Lajal (ultimo turno)
3. Filip Cristian Jianu (primo turno)
4. Manuel Guinard (ultimo turno)

## Qualificati
1. Aleksej Vatutin
2. Thiago Seyboth Wild

1. Luca Van Assche
2. Gilles-Arnaud Bailly

## Tabellone

### Sezione 1
|  | Primo turno | Primo turno      | Primo turno      | Primo turno | Primo turno |  |  | Ultimo turno | Ultimo turno    | Ultimo turno | Ultimo turno | Ultimo turno |  |
|  |             |                  |                  |             |             |  |  |              |                 |              |              |              |  |
|  | 1           | Yannick Hanfmann | Yannick Hanfmann | 4           | 2           |  |  |              |                 |              |              |              |  |
|  |             | Aleksej Vatutin  | Aleksej Vatutin  | 6           | 6           |  |  |              | Aleksej Vatutin | 6            | 3            | 7            |  |
|  |             | Michael Geerts   | Michael Geerts   | 64          | 4           |  |  | 8            | Manuel Guinard  | 4            | 6            | 5            |  |
|  | 8           | Manuel Guinard   | Manuel Guinard   | 7           | 6           |  |  |              |                 |              |              |              |  |

### Sezione 2
|  | Primo turno | Primo turno         | Primo turno  | Primo turno | Primo turno |  |  | Ultimo turno | Ultimo turno        | Ultimo turno        | Ultimo turno | Ultimo turno |  |
|  |             |                     |              |             |             |  |  |              |                     |                     |              |              |  |
|  | 2           | Thiago Seyboth Wild | 5            | 7           | 6           |  |  |              |                     |                     |              |              |  |
|  | WC          | Émilien Demanet     | 7            | 65          | 4           |  |  | 2            | Thiago Seyboth Wild | Thiago Seyboth Wild | 6            | 6            |  |
|  |             | Miguel Damas        | Miguel Damas | 2           | 0           |  |  | 6            | Mark Lajal          | Mark Lajal          | 2            | 3            |  |
|  | 6           | Mark Lajal          | Mark Lajal   | 6           | 6           |  |  |              |                     |                     |              |              |  |

### Sezione 3
|  | Primo turno | Primo turno          | Primo turno          | Primo turno | Primo turno |  |  | Ultimo turno | Ultimo turno        | Ultimo turno        | Ultimo turno | Ultimo turno |  |
|  |             |                      |                      |             |             |  |  |              |                     |                     |              |              |  |
|  | 3           | Luca Van Assche      | Luca Van Assche      | 6           | 6           |  |  |              |                     |                     |              |              |  |
|  |             | Jelle Sels           | Jelle Sels           | 2           | 4           |  |  | 3            | Luca Van Assche     | Luca Van Assche     | 6            | 6            |  |
|  |             | Àlex Martí Pujolràs  | Àlex Martí Pujolràs  | 6           | 7           |  |  |              | Àlex Martí Pujolràs | Àlex Martí Pujolràs | 0            | 4            |  |
|  | 7           | Filip Cristian Jianu | Filip Cristian Jianu | 4           | 5           |  |  |              |                     |                     |              |              |  |

### Sezione 4
|  | Primo turno | Primo turno           | Primo turno           | Primo turno | Primo turno |  |  | Ultimo turno | Ultimo turno         | Ultimo turno         | Ultimo turno | Ultimo turno |  |
|  |             |                       |                       |             |             |  |  |              |                      |                      |              |              |  |
|  | 4           | Pierre-Hugues Herbert | Pierre-Hugues Herbert | 67          | 3           |  |  |              |                      |                      |              |              |  |
|  | WC          | Gilles-Arnaud Bailly  | Gilles-Arnaud Bailly  | 7           | 6           |  |  | WC           | Gilles-Arnaud Bailly | Gilles-Arnaud Bailly | 7            | 6            |  |
|  |             | Nikoloz Basilašvili   | Nikoloz Basilašvili   | 6           | 6           |  |  |              | Nikoloz Basilašvili  | Nikoloz Basilašvili  | 64           | 1            |  |
|  | Alt         | Tim Pütz              | Tim Pütz              | 2           | 2           |  |  |              |                      |                      |              |              |  |